# Darüşşafaka Spor Kulübü 2015-2016
Questa voce raccoglie le informazioni riguardanti il Darüşşafaka Spor Kulübü nelle competizioni ufficiali della stagione 2015-2016.

## Stagione
La stagione 2015-2016 del Darüşşafaka Spor Kulübü è la 20ª nel massimo campionato turco di pallacanestro, la Basketbol Süper Ligi.

## Roster
Aggiornato al 18 agosto 2018.
| Darüşşafaka Doğuş 2015-16 | Darüşşafaka Doğuş 2015-16 |
| Giocatori                 | Staff tecnico             |
| ------------------------- | ------------------------- |

| N. | Naz.                                                   | Ruolo | Nome                   | Anno | Alt.   | Peso   |  |
| -- | ------------------------------------------------------ | ----- | ---------------------- | ---- | ------ | ------ |  |
| 1  | Stati Uniti (bandiera)                                 | P     | Scottie Wilbekin       | 1993 | 188 cm | 80 kg  |  |
| 4  | Turchia (bandiera)                                     | P     | Mehmet Yağmur          | 1987 | 188 cm | 85 kg  |  |
| 5  | Stati Uniti (bandiera)                                 | G     | Reggie Redding         | 1988 | 193 cm | 95 kg  |  |
| 7  | Turchia (bandiera)                                     | AG    | Metin Türen            | 1994 | 207 cm | 102 kg |  |
| 9  | Turchia (bandiera)                                     | C     | Semih Erden            | 1986 | 210 cm | 109 kg |  |
| 11 | Georgia (bandiera)                                     | GA    | Manuchar Mark'oishvili | 1986 | 197 cm | 95 kg  |  |
| 15 | Turchia (bandiera)                                     | GA    | Serhat Çetin           | 1986 | 197 cm | 95 kg  |  |
| 18 | Turchia (bandiera)                                     | P     | Doğuş Özdemiroğlu      | 1996 | 194 cm | 88 kg  |  |
| 19 | Turchia (bandiera)                                     | C     | Furkan Aldemir (C)     | 1991 | 207 cm | 104 kg |  |
| 21 | Turchia (bandiera)                                     | C     | Oğuz Savaş             | 1987 | 213 cm | 130 kg |  |
| 22 | Stati Uniti (bandiera)                                 | G     | Jamon Gordon           | 1984 | 191 cm | 98 kg  |  |
| 33 | Turchia (bandiera)                                     | G     | Ender Arslan           | 1983 | 188 cm | 80 kg  |  |
| 42 | Stati Uniti (bandiera) · Guinea Equatoriale (bandiera) | AC    | Marcus Slaughter       | 1985 | 204 cm | 106 kg |  |
| 44 | Stati Uniti (bandiera)                                 | AG    | Luke Harangody         | 1988 | 203 cm | 114 kg |  |
| 51 | Montenegro (bandiera)                                  | AG    | Milko Bjelica          | 1984 | 207 cm | 102 kg |  |
| 55 | Slovenia (bandiera) · Turchia (bandiera)               | AP    | Emir Preldžič          | 1987 | 206 cm | 95 kg  |  |
| -  | Stati Uniti (bandiera) · Turchia (bandiera)            | AC    | Ersin Dağlı            | 1981 | 204 cm | 111 kg |  |
| -  | Turchia (bandiera)                                     | AG    | Samet Geyik            | 1993 | 206 cm | 98 kg  |  |

| Allenatore                                                                                            |
| - Oktay Mahmuti                                                                                       |
| Assistente/i                                                                                          |
| - Recep Şen - Ümit Temoçin - Ömer Uğurata Legenda - (C) Capitano - (IN) Inattivo - Infortunato Roster |

## Mercato

### Sessione estiva
| Acquisti | Acquisti               | Acquisti      | Acquisti   | Acquisti |
| R.a      | Nome                   | da            | Modalità   |          |
| -------- | ---------------------- | ------------- | ---------- | -------- |
| G        | Reggie Redding         | Alba Berlino  | definitivo |          |
| AP       | Serhat Çetin           | Fenerbahçe    | definitivo |          |
| GA       | Manuchar Mark'oishvili | CSKA Mosca    | definitivo |          |
| G        | Ender Arslan           | Galatasaray   | definitivo |          |
| C        | Semih Erden            | Fenerbahçe    | definitivo |          |
| AC       | Marcus Slaughter       | Real Madrid   | definitivo |          |
| AG       | Luke Harangody         | Valencia      | definitivo |          |
| C        | Giōrgos Diamantakos    | Panathīnaïkos | definitivo |          |
| AG       | Milko Bjelica          | Anadolu Efes  | definitivo |          |
| C        | Oğuz Savaş             | Fenerbahçe    | definitivo |          |
| AP       | Emir Preldžič          | Fenerbahçe    | definitivo |          |
| AG       | Samet Geyik            | Tofaş Bursa   | definitivo |          |

| Cessioni | Cessioni            | Cessioni           | Cessioni       | Cessioni |
| R.       | Nome                | a                  | Modalità       |          |
| -------- | ------------------- | ------------------ | -------------- | -------- |
| G        | Erbil Eroğlu        | İstanbul B.B.      | fine contratto |          |
| P        | Jordan Farmar       | Maccabi Tel Aviv   | fine contratto |          |
| A        | Taylor Brown        | Mac. Rishon LeZion | fine contratto |          |
| G        | Göksenin Köksal     | Galatasaray        | fine prestito  |          |
| C        | Emre Bayav          | Beşiktaş           | fine contratto |          |
| AG       | John Shurna         | Valencia           | fine contratto |          |
| P        | Lynn Greer          |                    | ritirato       |          |
| AG       | Ermal Kuqo          | Türk Telekom       | fine contratto |          |
| C        | Giōrgos Diamantakos | Neas Kīfisias      | prestito       |          |
| G        | Renaldas Seibutis   | Žalgiris Kaunas    | fine contratto |          |
| AP       | Ersin Görkem        | Acibadem           | fine contratto |          |
| C        | Gašper Vidmar       | Bandırma Banvit    | fine contratto |          |

### Dopo l'inizio della stagione
| Acquisti | Acquisti            | Acquisti           | Acquisti        | Acquisti      |
| R.       | Nome                | da                 | Data            | Modalità      |
| -------- | ------------------- | ------------------ | --------------- | ------------- |
| P        | Scottie Wilbekin    | Philadelphia 76ers | 31 ottobre 2015 | definitivo    |
| C        | Furkan Aldemir      | Philadelphia 76ers | 7 novembre 2015 | definitivo    |
| C        | Giōrgos Diamantakos | Neas Kīfisias      | novembre 2015   | fine prestito |
| C        | Giōrgos Diamantakos | Spartak Pleven     | gennaio 2016    | fine prestito |

| Cessioni | Cessioni            | Cessioni          | Cessioni      | Cessioni |
| R.       | Nome                | a                 | Data          | Modalità |
| -------- | ------------------- | ----------------- | ------------- | -------- |
| C        | Giōrgos Diamantakos | Spartak Pleven    | novembre 2015 | prestito |
| AG       | Samet Geyik         | Karşıyaka         | gennaio 2016  | prestito |
| C        | Giōrgos Diamantakos | Građanski Šibenik | gennaio 2016  | prestito |